# Мадарунфа (департамент)
13°18′31″ пн. ш. 7°09′21″ сх. д. / 13.308611111111° пн. ш. 7.1558333333333° сх. д.
Мадарунфа ( фр. Madarounfa ) — департамент в регіоні Мараді (Нігер).

## Географія
Департамент розташовується на півдні Нігеру. На півночі та північному заході межує з департаментом Гідан-Румджі, на сході — з департаментом Аг'є, на півдні департаменту проходить державний кордон із Нігерією
До складу департаменту входять міська комуна Мадарунфа та сільські комуни Дан-Ісса, Джіратава, Габі, Сафо та Саркін-Ямма. Адміністративний центр — місто Мадарунфа.

## Історія
Спочатку Мадарунфа був адміністративним постом у складі арондисмана Мараді, утвореного в 1964 внаслідок адміністративної реформи. У 1972 арондисман Мараді був поділений на арондисмани Мадарунфа та Гідан-Румджі.
У 1998 всі арондисмани Нігеру були перетворені на департаменти на чолі з префект, а арондисман Мадарунфа став департаментом Мадарунфа у складі регіону Мараді. До 2002 року департамент складався з міст Мараді та Мадарунфу та кантонів Мадарунфа, Габі, Джиратава, Сафо та Саркін Ямма, згодом перетворених на комуни  .

## Населення
У 2012 населення склало 448 863 особи  .

## Влада
Головою департаменту є префект, що призначається Радою Міністрів за наказом Міністра внутрішніх справ.

### Префекти департаменту Мадарунфу
| Період                           | Ім'я                   |
| -------------------------------- | ---------------------- |
| …                                |                        |
| 15 квітня 2010 — 3 червня 2011   | Гарба Менассара        |
| 3 червня 2011 — 25 червня 2015   | Аббас Хару             |
| 25 червня 2015 — 26 січня 2016   | Харуна Медабо          |
| 26 січня 2016 — 29 липня 2016    | Атіку Ісса             |
| 29 липня 2016 — 8 листопада 2021 | Харуна Медабо          |
| з 8 листопада 2021 року          | Махаман Лавалі Ібрагім |